# Fort Adams (Rhode Island)

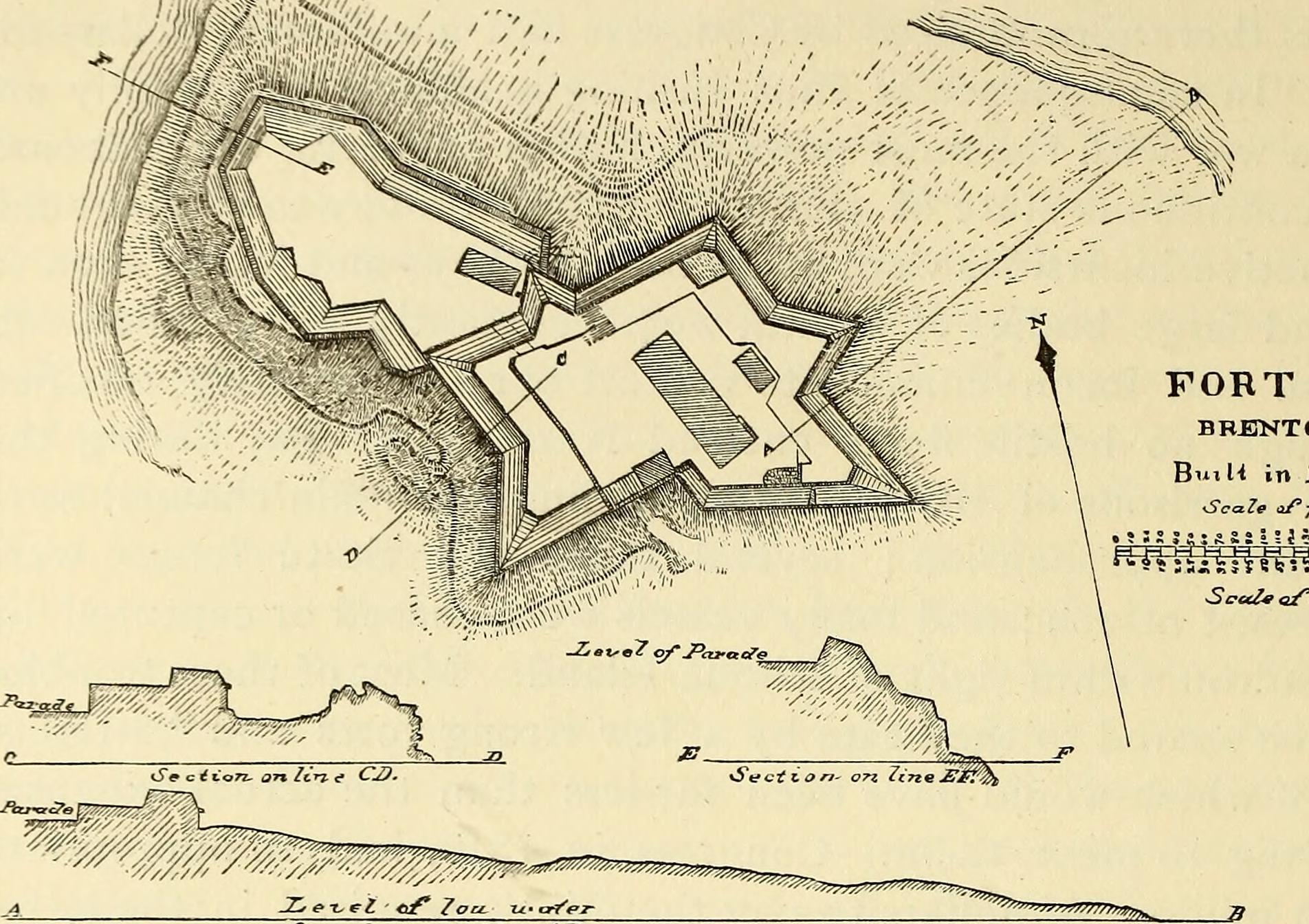
Plan du premier système du fort Adams

Plan du troisième système de fort Adams

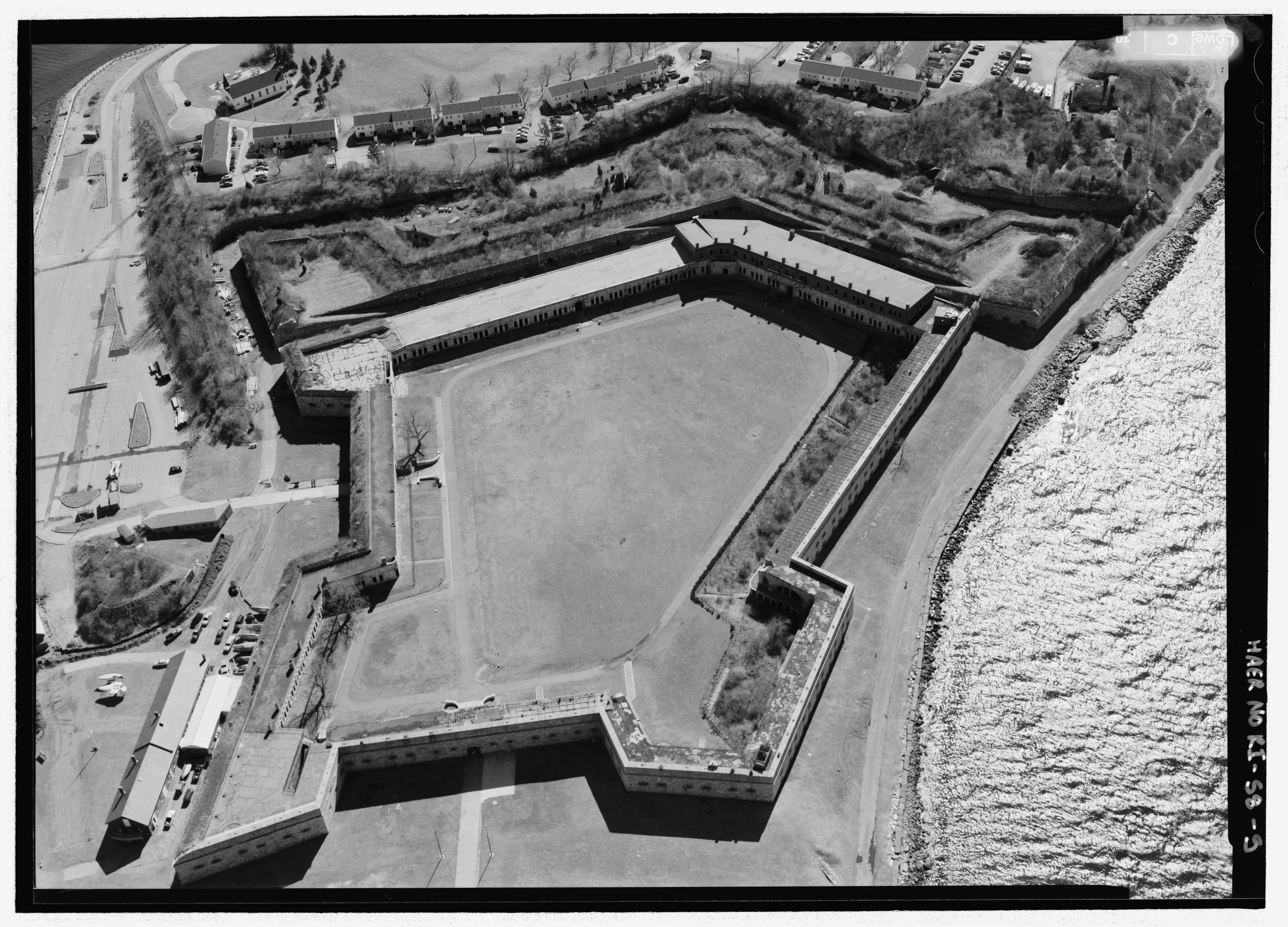
Vue aérienne de fort Adams

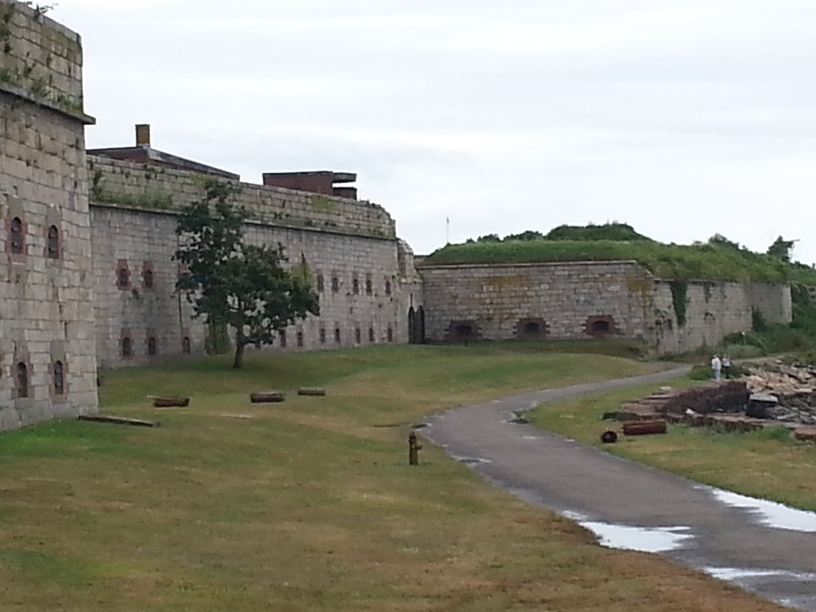
Vue de 2016 de la façade ouest du fort Adams. Remarquer la station de lutte contre l'incendie de l'époque Endicott.

Le fort Adams est un ancien poste de l'armée des États-Unis à Newport, Rhode Island, qui a été créé le 4 juillet 1799 au sein du premier système de fortification côtière, baptisé en référence au président John Adams, qui était à l'époque en exercice. Son premier commandant est le capitaine John Henry qui a par la suite contribué au démarrage de la guerre de 1812. Le fort Adams actuel a été construit entre 1824-57 en vertu du troisième système de forts côtiers ; il fait actuellement partie du parc d'État de Fort-Adams.

## Histoire
Le premier fort Adams est conçu par le commandant Louis de Tousard du corps du génie de l'armée dans le cadre du premier système de fortifications des États-Unis. Après quelques ajouts en 1809, ce fort contient 17 canons et a une garnison au cours de la guerre de 1812 des miliciens du corps de l'État du Rhode Island de Wood. Le rapport du secrétaire à la Guerre de décembre 1811 décrit le fort comme « un fort en étoile irrégulière de maçonnerie, avec un ouvrage en retrait irrégulier de maçonnerie qui lui est adjacent, accueillant dix-sept canons lourds. […] Les casernes sont de bois et de briques, pour une compagnie. »
Après la guerre de 1812, il y a un examen approfondi des besoins en fortification de la nation et il est décidé de remplacer l'ancien fort Adams avec une version plus récente et beaucoup plus grande. Cela fait partie de ce qui devient connu comme le troisième système de fortifications des États-Unis. Le fort est conçu par le brigadier général Simon Bernard, un français qui a servi comme ingénieur militaire sous Napoléon. Bernard conçoit le nouveau fort Adams dans le style classique et il devient la fortification la plus complexe de l'hémisphère occidental. Elle comprend une tenaille et une couronne, un ouvrage complexe extérieur sur le côté sud (vers la terre), destiné à rompre et canalisé une force hostile. Aux États-Unis, il est concurrencé en taille uniquement par le fort Monroe à Hampton, en Virginie, et le fort Jefferson à Dry Tortugas en Floride.
La construction du nouveau fort commence en 1824 et se poursuit à intervalles irréguliers jusqu'en 1857. De 1825 à 1838, la construction est supervisée par le lieutenant-colonel Joseph Gilbert Totten, le premier ingénieur militaire américain de son époque. En 1838, Totten devient chef des ingénieurs et sert jusqu'à sa mort en 1864.

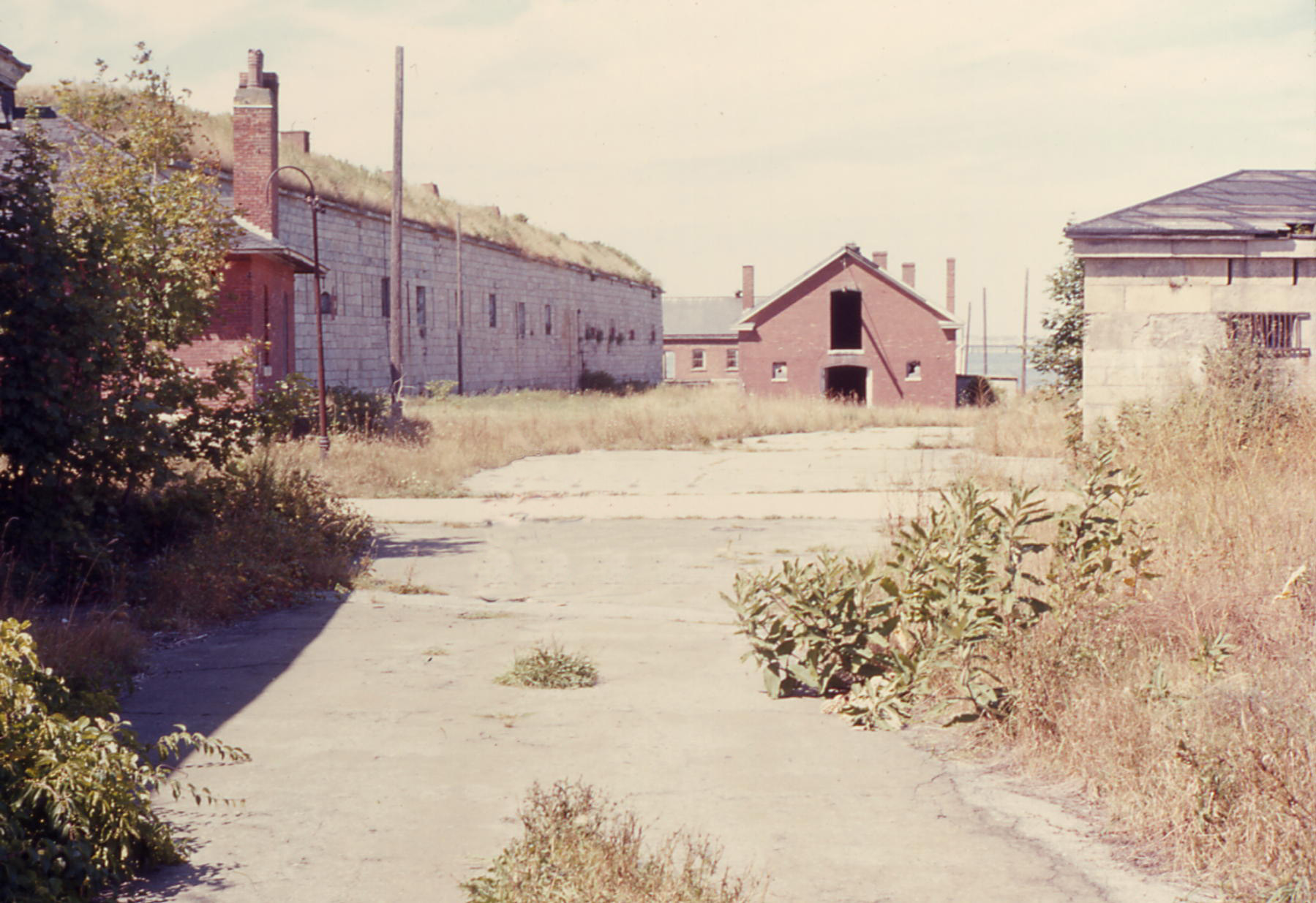
Une section du fort Adams historique dans un état d'abandon (1968)

Le nouveau fort Adams est d'abord une garnison en août 1841, qui fonctionne comme un poste actif de l'armée jusqu'en 1950. Pendant ce temps, le fort est actif lors de cinq grandes guerres (la guerre américano-mexicaine, la guerre de Sécession, la guerre hispano–américaine, la première guerre mondiale et la seconde guerre mondiale), mais n'a jamais tiré un coup de feu.
Au début de la guerre américano-mexicaine, le poste est commandé par Benjamin Kendrick Pierce, le frère du président Franklin Pierce. La redoute du fort, à environ 400 mètres au sud du fort principal, est construit au cours de cette guerre,,.
De 1848 à 1853, le fort Adams est commandé par le colonel William Gates (en), un vétéran de longue date, à la fois de la guerre de 1812 et la guerre américano-mexicaine. La garnison du fort est envoyée en Californie, et beaucoup de soldats perdent la vie lorsque le vapeur SS San Francisco est détruit, mais non coulé, dans une tempête de l'Atlantique-Nord le 24 décembre 1853.
Dans un rapport de 1854, le fort Adams est armé avec cent canons côtiers de 32 livres, 57 canons côtiers de 24 livres et 43 obusiers de flanc de 24 livres. Les obusiers de flanc sont des canons à fût court déployés dans des casemates dans la tenaille pour protéger le fort contre un assaut terrestre.

## Guerre de Sécession
Le département de la Guerre est préoccupé par les sympathies politiques des résidents du Maryland au cours de la guerre de Sécession, de sorte que l'académie naval des États-Unis est déplacée en 1861, d'Annapolis au fort Adams. En septembre 1861, l'académie emménage dans l'hôtel de Atlantic House à Newport et y reste pour le reste de la guerre.
Parmi les aspirants de marine affectés à l'académie navale alors qu'elle est au fort Adams, on trouve Robley D. Evans qui est blessé à fort Fisher, Caroline du Nord, en 1865, qui commande le cuirassé Iowa au cours de la guerre hispano–américaine, et plus tard commande la grande flotte blanche sur la première étape de son épopée du voyage autour du monde. Parmi les camarades de promotion d'Evans au fort Adams, il y a le futur contre-amiral Charles Sigsbee, qui commandera le cuirassé Maine, et futur capitaine Charles Vernon Gridley, qui commandera le croiseur Olympia lors de la bataille de la baie de Manille.
En 1862, le fort Adams devient de quartier général et le centre de recrutement du 15th Infrantry Regiment. Ce régiment, ainsi que plusieurs autres, est organisé en un régiment de trois bataillons de huit compagnies, avec le 3rd Battalion formé à fort Adams en mars 1864.
D'août à octobre 1863, le fort Adams est commandée par le brigadier général Robert Anderson, qui a commandé le fort Sumter quand il a été attaqué par les forces confédérées en avril 1861.

### Mise à niveau des années 1870
Dans le cadre d'une mise à jour majeure des défenses côtières des États-Unis, dans les années 1870, l'armement du fort Adams est modernisé avec onze canons Rodman de 15 pouces, treize canons Rodman de 10 pouces, et quatre canons Parrott de 6,4 pouces (100 livres). Trois nouveaux emplacements sont construits pour les canons de 15 pouces ; le reste remplace les anciennes armes du fort, qui sont toutes retirées sauf les 20 de 32 livres en 1873. Pour les défenses mobiles, quatre canons de siège de 4,5 pouces, quatre canons d'ordonnance de 3 pouces, et de quatre mortiers de 10 pouces sont fournis. En 1894, quatre canons convertis de 8 pouces sont ajoutés dans une nouvelle batterie au sud du fort.

## Vingtième siècle

### Période Endicott
Alors que le temps passe, l'armement du fort est mis à jour pour suivre les innovations technologiques. Les principaux types de canons utilisés dans le fort comprennent le canon à chargement par le fût du XIXe siècle, les pièces d'artillerie à canon rayé à chargement par la culasse du début du XXe siècle et les canons anti-aériens pendant et après la Seconde Guerre mondiale. Le fort reçoit un armement significatif, sous la forme de batteries au sud du fort principal, avec les programmes Endicott et Taft de 1896 jusqu'à 1907. Il s'agit de défendre le passage est de la baie de Narragansett en combinaison avec le nouveau fort Wetherill à Jamestown, faisant partie des défenses côtières de la baie de Narragansett.
Les batteries de la période Endicott et Taft au fort Adams :
| Canon           | Nombre | Type                                             | Affût             | Période    |
| --------------- | ------ | ------------------------------------------------ | ----------------- | ---------- |
| Greene-Edgerton | 16     | mortier de 12 pouces de la défnese côtière M1890 | barbette M1896    | 1898-1942  |
| Reilly          | 2      | canon de 10 pouces M1888                         | escamotable M1896 | 1899-1917  |
| Talbot          | 2      | canon Armstrong de 4,72 pouces                   | piédestal         | 1899-1919  |
| sans nom        | 1      | canon de 8 pouces M1888                          | converti Rodman t | 1898-1899? |
| Bankhead        | 3      | canon Armstrong de 6 pouces                      | piédestal         | 1907-1913  |
| Belton          | 2      | canon de 3 pouces M1903                          | piédestal M1903   | 1907-1925  |

Les batteries Greene-Edgerton, Reilly, et Talbot sont construites entre 1896 et 1899 et sont les premières à être achevées. La batterie Greene-Edgerton comprend seize mortiers, qui sont tous appelés au début batterie Greene, mais la batterie est divisée en deux groupes de huit en 1906. La batterie Talbot, une d'un certain nombre de batteries ajoutées sur la côte Est au début de la guerre hispano- américaine en 1898, comprend deux canons Armstrong de 4,72 pouces. Un canon de batterie Talbot est conservé à l'Egality Park à Newport ; l'autre est à fort Moultrie près de Charleston, en Caroline du Sud et est à Westerly, au Rhode Island aux environs de 1920-1977. Une nouvelle batterie d'un seul canon M1888 de 8 pouces sur un affût converti dans les années 1870 est présente également brièvement à partir de 1898. En 1907, deux batteries supplémentaires sont achevées, la batterie Bankhead avec trois canons Armstrong de 6 pouces et la batterie Belton avec deux canons M1903 de 3 pouces.
La batterie Greene-Edgerton est nommée en référence au général Nathanael Greene de la guerre d'indépendance, et du lieutenant colonel Wright P. Edgerton, professeur à West Point. La batterie Reilly est nommée en référence au capitaine Henry J. Reilly, tué lors de l'expédition de secours en Chine près de Pékin, le 15 août 1900, qui a servi antérieurement au fort Adams.La batterie Talbot est nommée en référence à Silas Talbot, un officier de l'armée du Rhode Island lors de la guerre d'indépendance qui est devenu plus tard officier de la marine, et a commandé l'USS Constitution de 1799 à 1801. La batterie Bankhead est nommé en référence au major général breveté James Monroe Bankhead, qui a servi lors de la guerre de 1812, la deuxième guerre séminole, et de la guerre américano-mexicaine. La batterie Belton est nommée en référence à Francis S. Belton, qui a servi lors de la guerre de 1812 et de la guerre américano-mexicaine.
En 1913 la batterie Bankhead est désarmée et ses trois canons de 6 pouces envoyés à Hawaï.

### Première Guerre mondiale
Thornton Wilder, auteur et dramaturge, dont le roman de 1973 Monsieur North (Theophilus North) est situé dans la ville de Newport sert lors dun engagement de trois mois au sein du corps de l'artillerie côtière de l'armée à fort Adams pendant la Première Guerre mondiale. Wilder atteint le grade de caporal dans l'armée.
Lors de la Première Guerre mondiale, le fort Adams sert de quartier général pour les défenses côtières de la baie de Narragansett, ainsi que de centre de formation lors de deux guerres mondiales. Le corps de l'artillerie côtière de l'armée des États-Unis (CAC) est choisi pour s'occuper de toute l'artillerie lourde des États-Unis lors de cette guerre, parce qu'il est la seule entité de l'armée avec de l'expérience dans l'utilisation de gros canons, et avec une quantité importante de personnel qualifié. Quatre régiments d'artillerie lourde et de deux brigades d'artillerie lourde sont organisées à fort Adams et servent en France, avec des troupes du commandement de la défense côtière, du Maine, du Rhode Island, de New York et d'ailleurs en tant que cadre. Il s'agit de deux des quatre régiments d'artillerie ferroviaire qui participent aux combats lors de la guerre (avec des armes de fabrication française) et leur quartier général de brigade. Les unités d'artillerie ferroviaire sont désignés comme les 52nd et 53rd Artillery Regiments (CAC) (à l'origine les 7th et 8th Provisional Regiments), et le 30th Separate Artillery Brigade (ferroviaire) (ACC) (à l'origine la 1st Expeditionary Brigade). Le 51st Artillery Regiment (CAC) (à l'origine le 6th Provisional Regiment), 66th Artillery Regiment (CAC) et la 34th Artillery Brigade (CAC) sont également organisés à fort Adams et envoyés en France, mais seul le 51st achève son entraînement à temps pour combattre,,.
Les deux canons de 10 pouces de la batterie Reilly sont démontés en 1917 pour servir potentiellement comme canons ferroviaires, mais après un délai considérable ils sont envoyés à fort Warren, près de Boston, en 1919, pour remplacer les canons supprimés de ce fort. Huit des seize mortiers à la batterie Greene-Edgerton sont supprimés en 1918 pour servir potentiellement comme canons ferroviaires ; cela fait aussi partie d'un programme au niveau de l'ensemble de la force afin d'améliorer la cadence de feu en raison de la surpopulation dans les fosses des mortiers pendant le rechargement.
Certaines sources affirment que les canons de la batterie Talbot sont réaffectés à Sachuest Point en 1917-1919, à quelques kilomètres du fort Adams. Cependant, les archives de l'armée montrent que ces armes viennent du fort Strong des défenses côtières de Boston.
Après la Première Guerre mondiale terminée, la batterie Talbot est désarmée en 1919 et ses canons envoyés à Newport et Westerly en exposition statique. À un certain moment après la guerre, trois canons anti-aériens M1917 de 3 pouces sont déployés au fort, complétés par au moins deux canons mobiles de 3 pouces (ou éventuellement des canons mobiles de 75 mm) sur un châssis de camion White ou de Ford Modèle T. Les deux canons de 3 pouces de la batterie Belton sont transférés à fort Wetherill en 1925, pour remplacer les canons obsolètes M1902. Les huit mortiers de batterie Greene-Edgerton restent alors le seul armement du fort Adams.

### Seconde Guerre mondiale
Lors de la Seconde Guerre mondiale, un pic d'effectif à plus de 3 000 soldats sont affectés aux défenses portuaires de la baie de Narragansett. En septembre 1940, le 243rd Coast Artilley Regiment de la garde nationale du Rhode Island est mobilisé et envoyé au fort Adams pour renforcer le 10th Coast Artillery Regiment de l'armée régulière. Les deux régiments sont mis en garnison dans plusieurs forts de la défense côtière et installations anti-aériennes sous les ordres des défenses portuaires de la baie de Narragansett. Pendant la guerre, le fort Adams et la plupart des autres forts de la période Endicott de l'État du Rhode Island sont remplacés par de nouvelles défenses centrées sur le fort Church et le fort Greene et leurs canons sont démolis. Cependant, les canons anti-aériens précédents, au fort sont remplacés par deux canons de 90 mm, avec plusieurs canons de 40 mm et des mitrailleuses de calibre .50. Au fil de la guerre, le nombre de troupes se réduit progressivement à environ 500 d'ici à la fin de la guerre, en 1945.

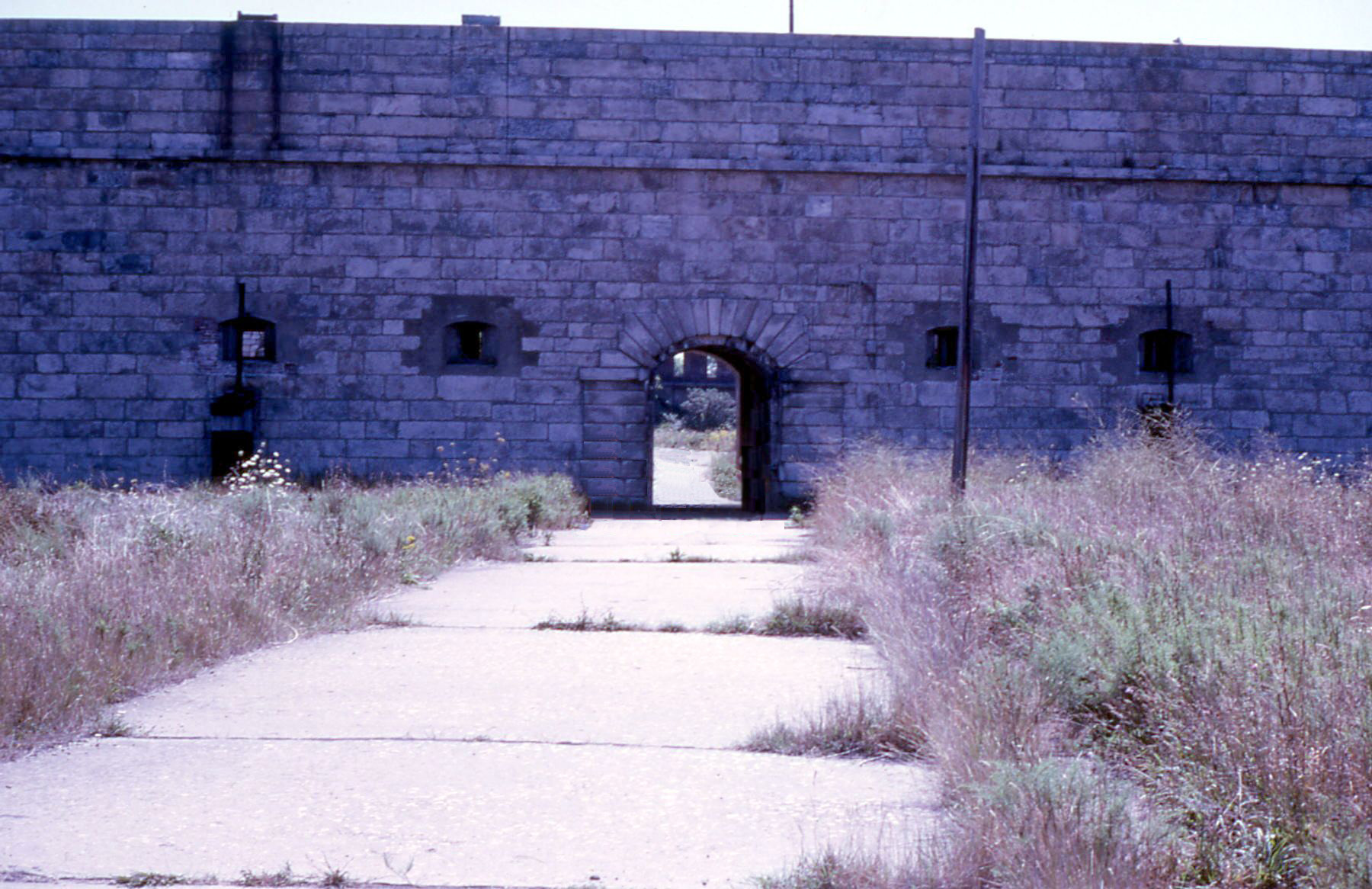
Une autre section, 1968

## Parc d'État
En 1953, l'armée transfère la propriété du fort Adams à la marine, qui utilise encore quelques-uns des sols pour le logement familial. En 1965, le fort, et la plupart des terres environnantes sont donnés à l'État du Rhode Island pour une utilisation en tant que parc d'État de Fort-Adams. En 1976, le fort Adams est déclaré monument historique national, en reconnaissance de son architecture militaire distinctive, qui inclut des caractéristiques qui n'existent pas dans d'autres forts de la période. En 1994, le Fort Adams Trust est formé, qui propose des visites guidées du fort et supervise les travaux de restauration en cours au fort.
Le président Dwight D. Eisenhower a vécu dans l'ancien quartier des officiers (maintenant appelé le Eisenhower House) pendant ses vacances d'été à Newport en 1958 et 1960.
Depuis le début des années 1950 jusqu'au milieu des années 1970, le fort Adams est victime de négligence et de vandalisme.
Grâce aux efforts du sénateur de l'État Eric O'D. Taylor, dans les années 1970, le fort Adams est nettoyé et ouvert aux visites et est utilisé pour le tournage du téléfilm de PBS The Scarlet Letter (d'après le roman La Lettre écarlate). Le programme du tour est annulé aux environs de 1980 en raison des compressions budgétaires de l'État du Rhode Island.
Depuis 1981, le sol du fort Adams est l'hôte du festival de Jazz de Newport, et du festival de Folk de Newport.
Au début des années 1990, le fort Adams est soumis à un programme d'assainissement environnemental qui permet l'accès du public au fort. Vers cette époque, le Fort Adams Trust est formé pour superviser les programmes publics et la restauration du fort.
En 1995, le Fort Adams Trust commence à faire des visites guidées du fort de mai à septembre. Depuis ce temps, le fort a eu plusieurs parties restaurées et les terrains des défenses nettoyés des broussailles.
En 2012, le parc est le site officiel des America's Cup World Series à Newport.

## Personnes notables associées au fort Adams
- Robert Anderson – commandant du fort Sumter et général de la guerre de Sécession.
- John G. Barnard – ingénieur de l'armée, général de la guerre de Sécession et surintendant de West Point.
- Alexander Dallas Bache (en) – ingénieur de l'armée et de surintendant de l'U.S.Coast Survey.
- Pierre G. T. Beauregard – général confédéré de la guerre de Sécession.
- Simon Bernard – général de l'armée française, ingénieur militaire sous Napoléon et concepteur du fort Adams.
- Ambrose Burnside – général de la guerre de Sécession, gouverneur du Rhode Island et sénateur des États-Unis.
- Fox Conner – AEF, officier des opérations de la Première Guerre mondiale et conseiller du général et président Dwight Eisenhower.
- George W. Cullum – général de la guerre de Sécession et surintendant de West Point.
- Henry A. du Pont – récipiendaire de la médaille d'honneur, président de la Wilmington & Northern Railroad Company et sénateur des États-Unis.
- Dwight Eisenhower – vacancier à fort Adams alors qu'il était président.
- William P. Ennis (en) – lieutenant général de l'armée né au fort Adams.
- Robley D. Evans – contre-amiral de la marine et commandant de la « Great White Fleet ».
- John G. Foster – général de la guerre de Sécession.
- William Gates (en) – officier de l'armée aux longs états de service[20].
- John Henry (en) – premier commandant du fort Adams et aventurier.
- Henry Jackson Hunt – général de la guerre de Sécession et commandant de l'artillerie à la bataille de Gettysburg.
- Lyman Lemnitzer – général de l'armée et président du Joint Chiefs of Staff.
- John B. Magruder – général confédéré de la guerre de Sécession.
- Franklin Pierce général – sénateur et président des États-Unis.
- William S. Rosecrans – général de la guerre de Sécession.
- Isaac Ingalls Stevens – général de la guerre de Sécession.
- Thomas W. Sherman (en) – général de la guerre de Sécession.
- Joseph G. Totten – superviseur de la construction du fort Adams et ingénieur en chef de l'armée des États-Unis.
- Louis de Tousard (en) – héros de la guerre d'indépendance et concepteur du premier fort Adams.
- Thornton Wilder – auteur. Des parties de son roman Monsieur North (en version originale Theophilus North ; adapté en film sous le titre Mr. North) ont été inspirés par ses expériences en poste au fort Adams lors de la Première Guerre mondiale.
- William Griffith Wilson (en) – mieux connu sous le nom de « Bill W. », fondateur des alcooliques anonymes. En poste au fort Adams lors de la Première Guerre mondiale.

## Galerie

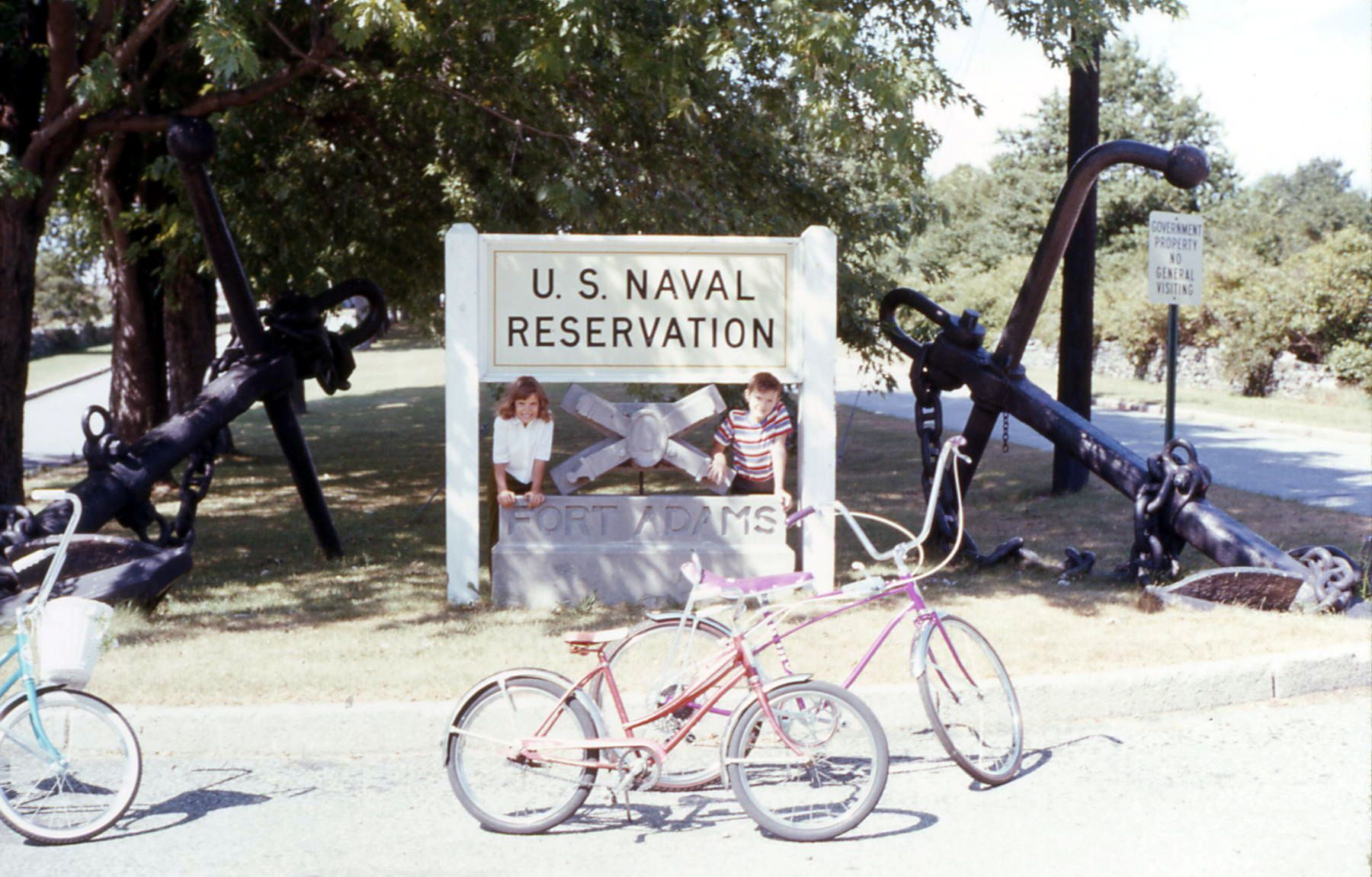
Entrée, 1968
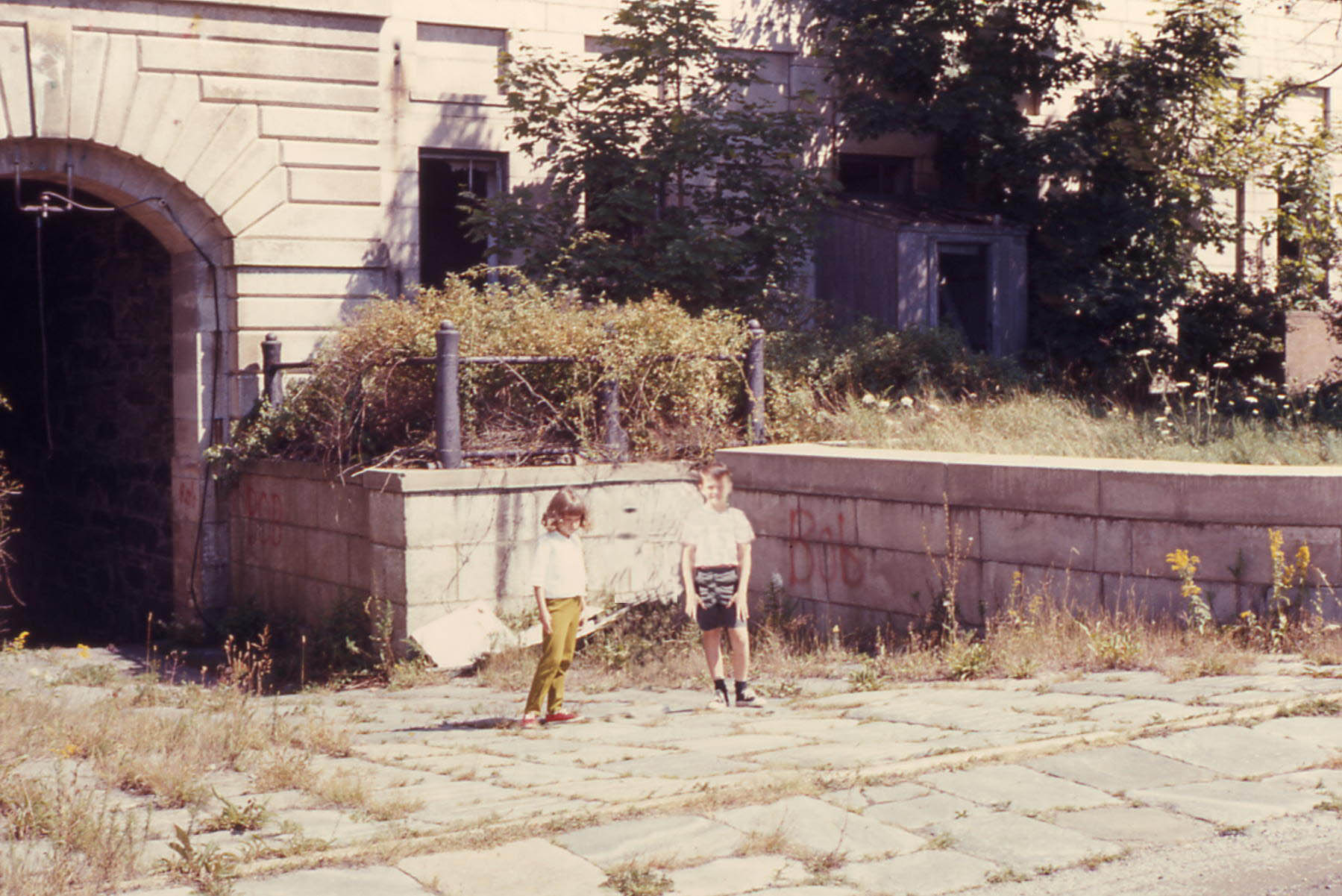
1968
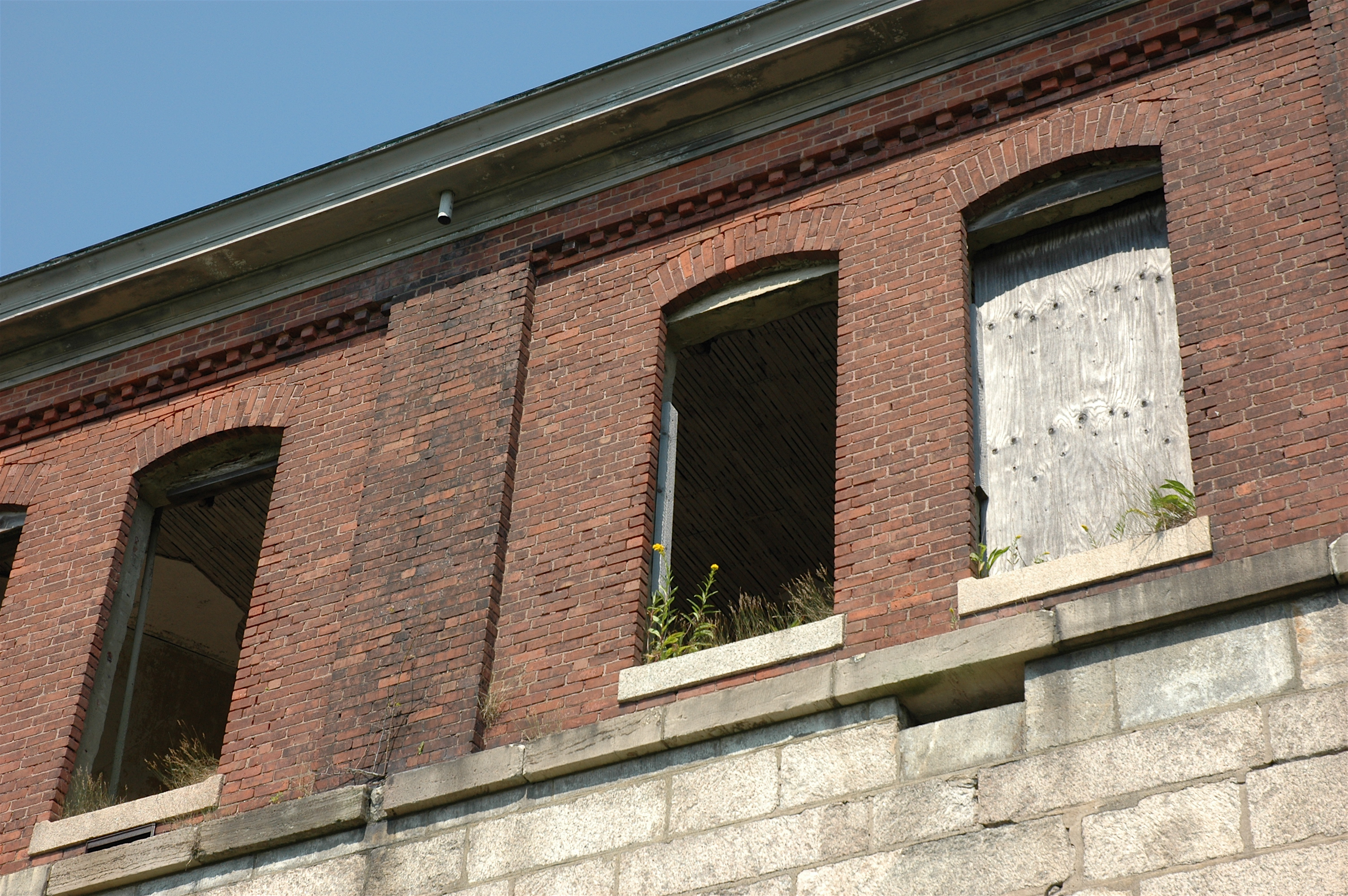
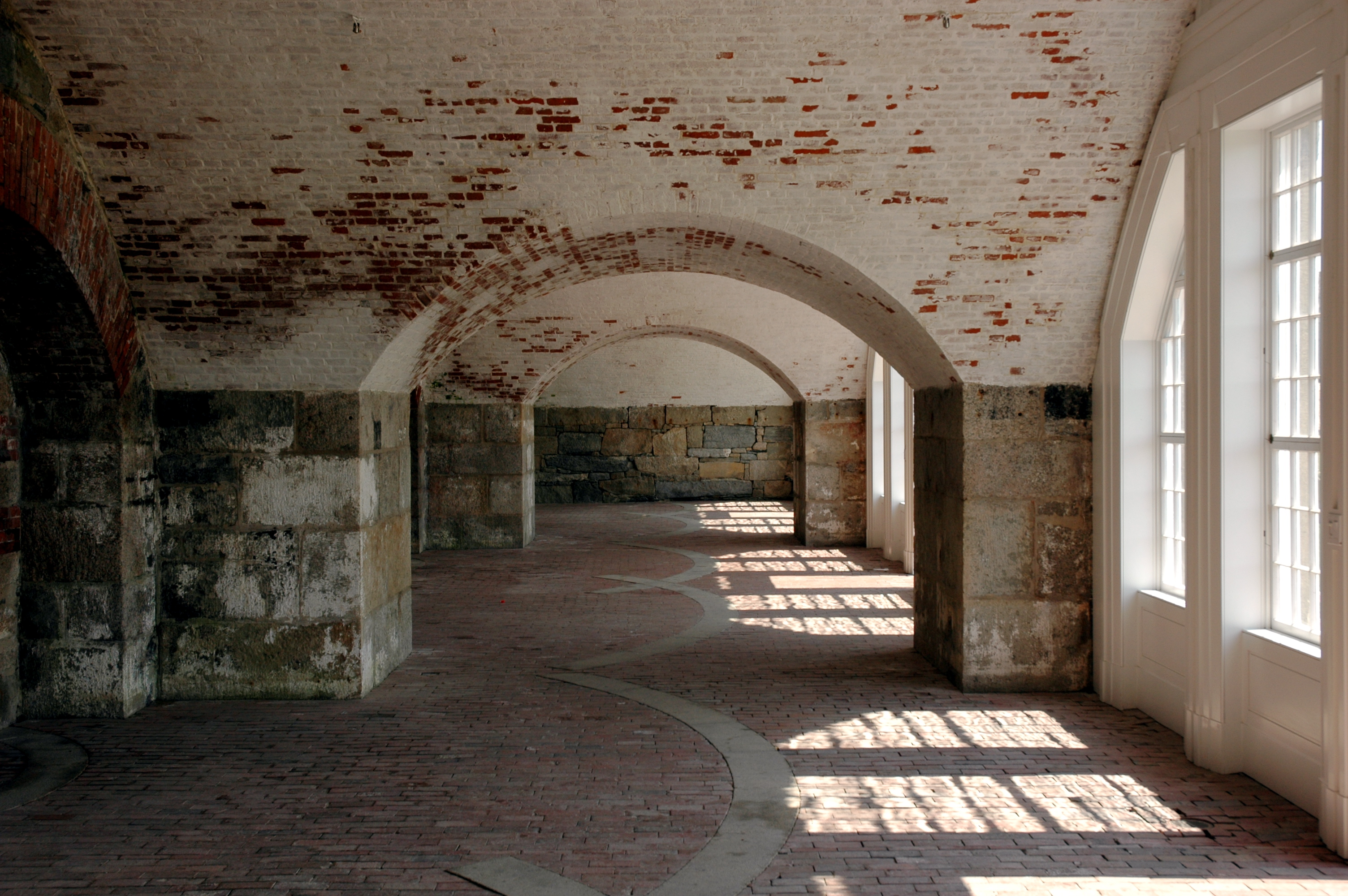
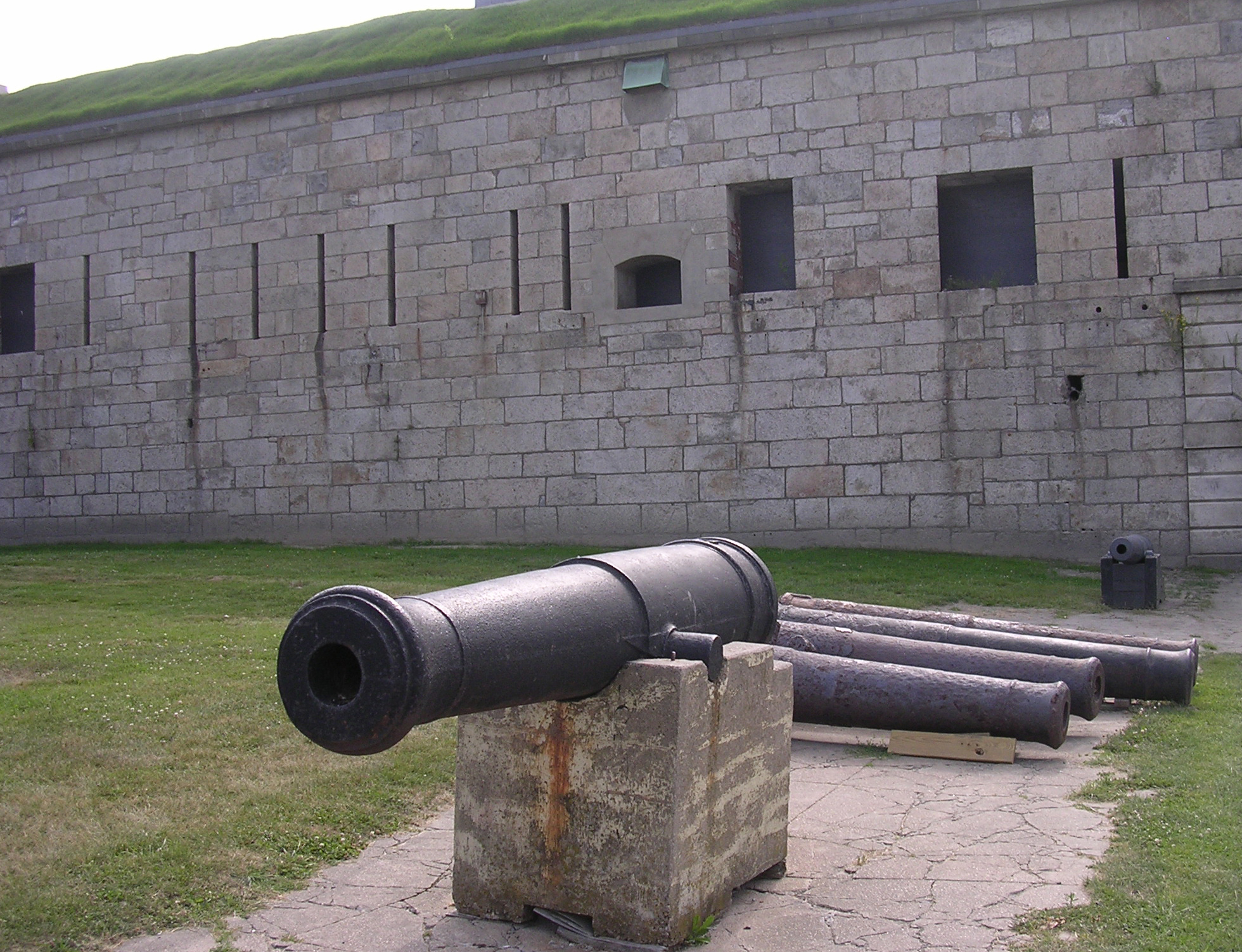
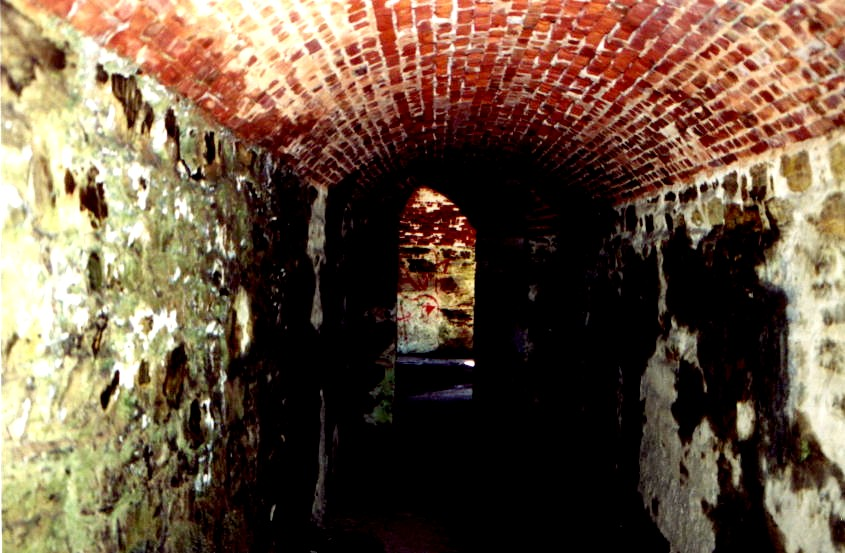
Tunnel souterrain
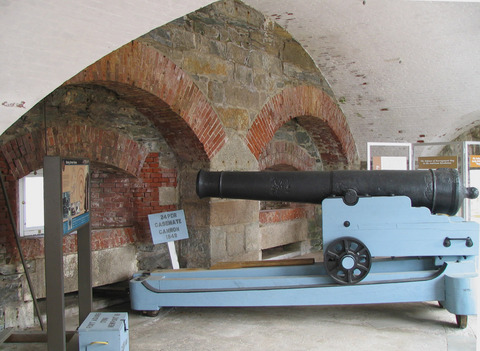
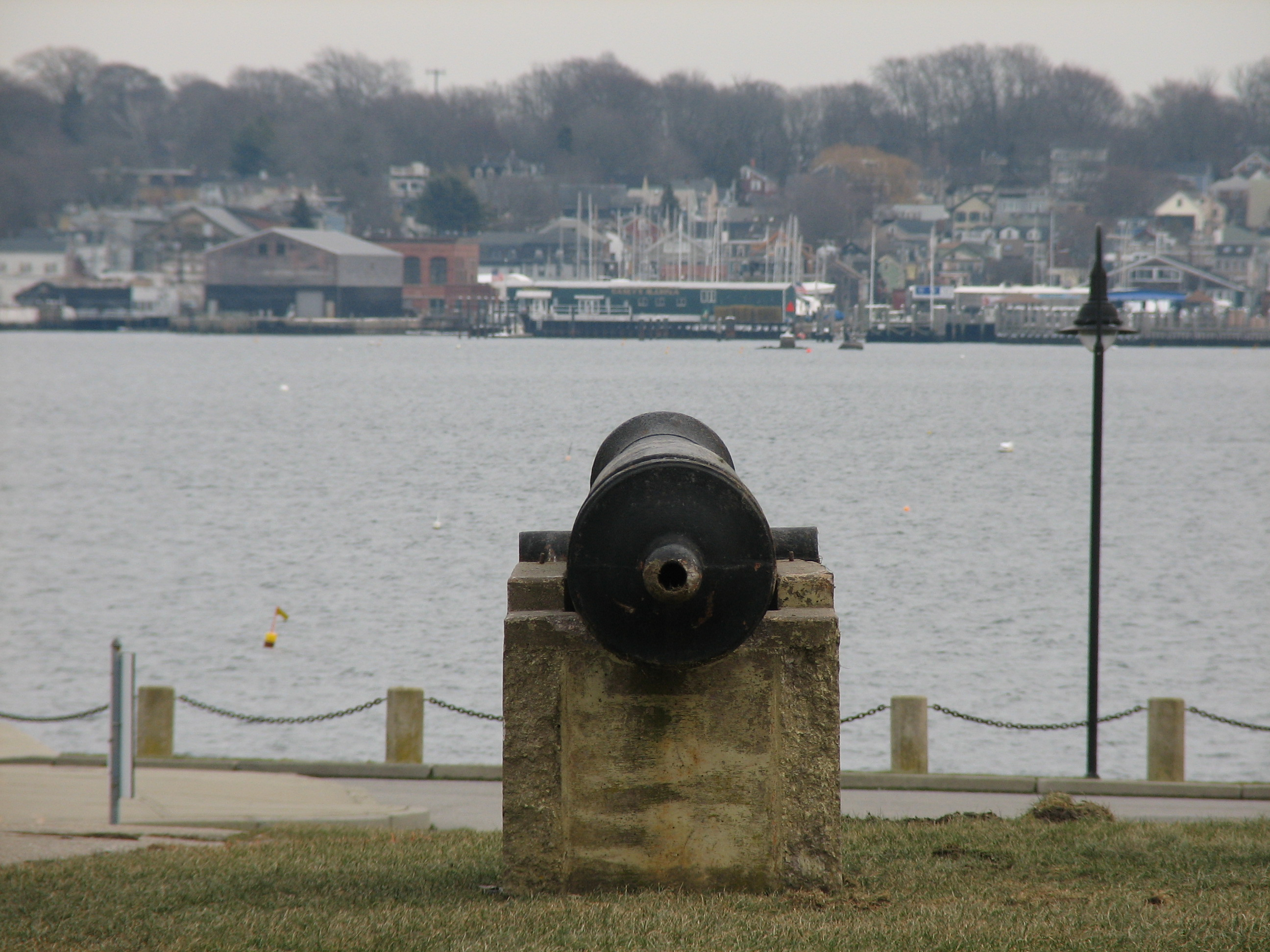
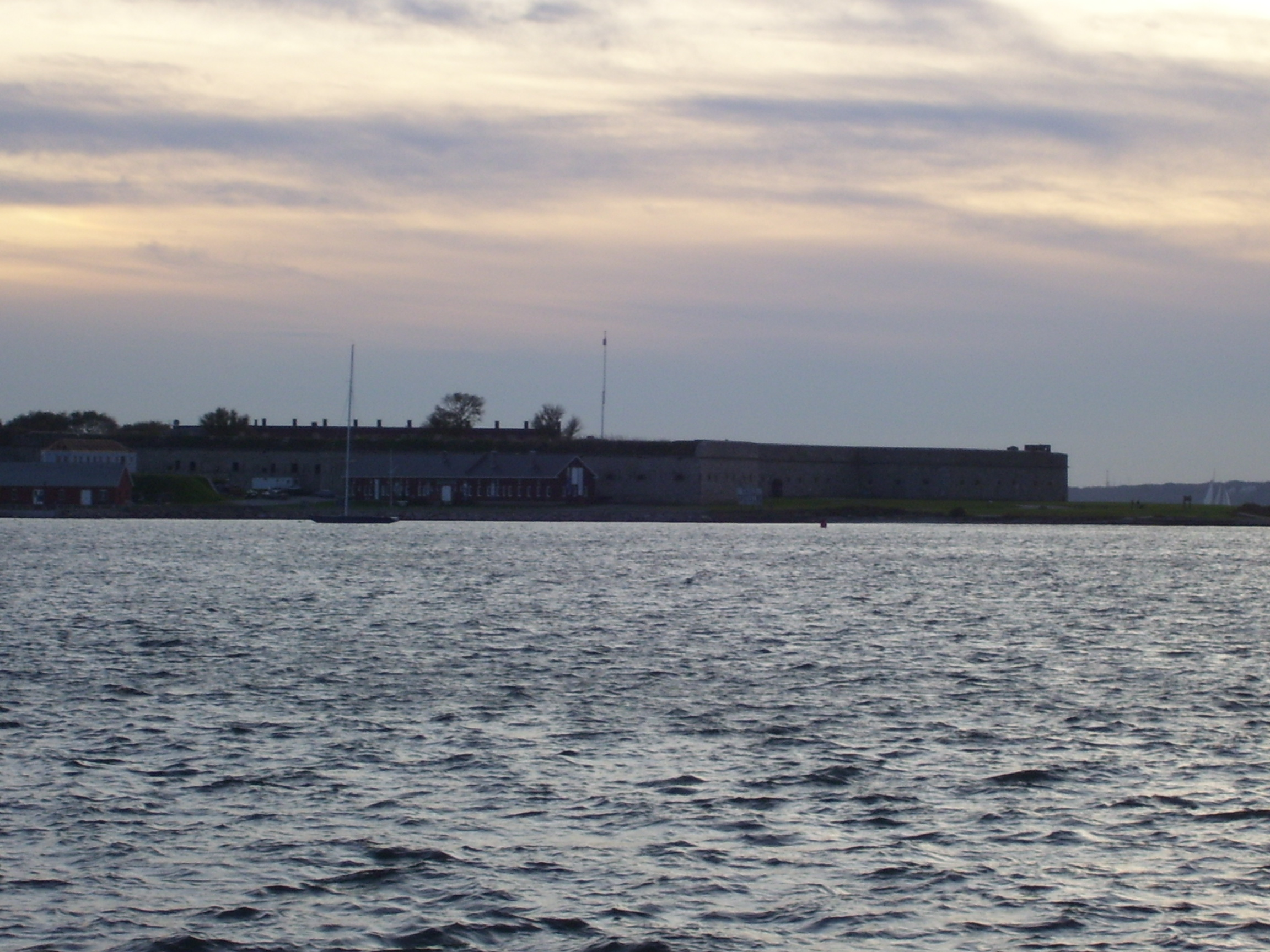
Fort Adams en 2008
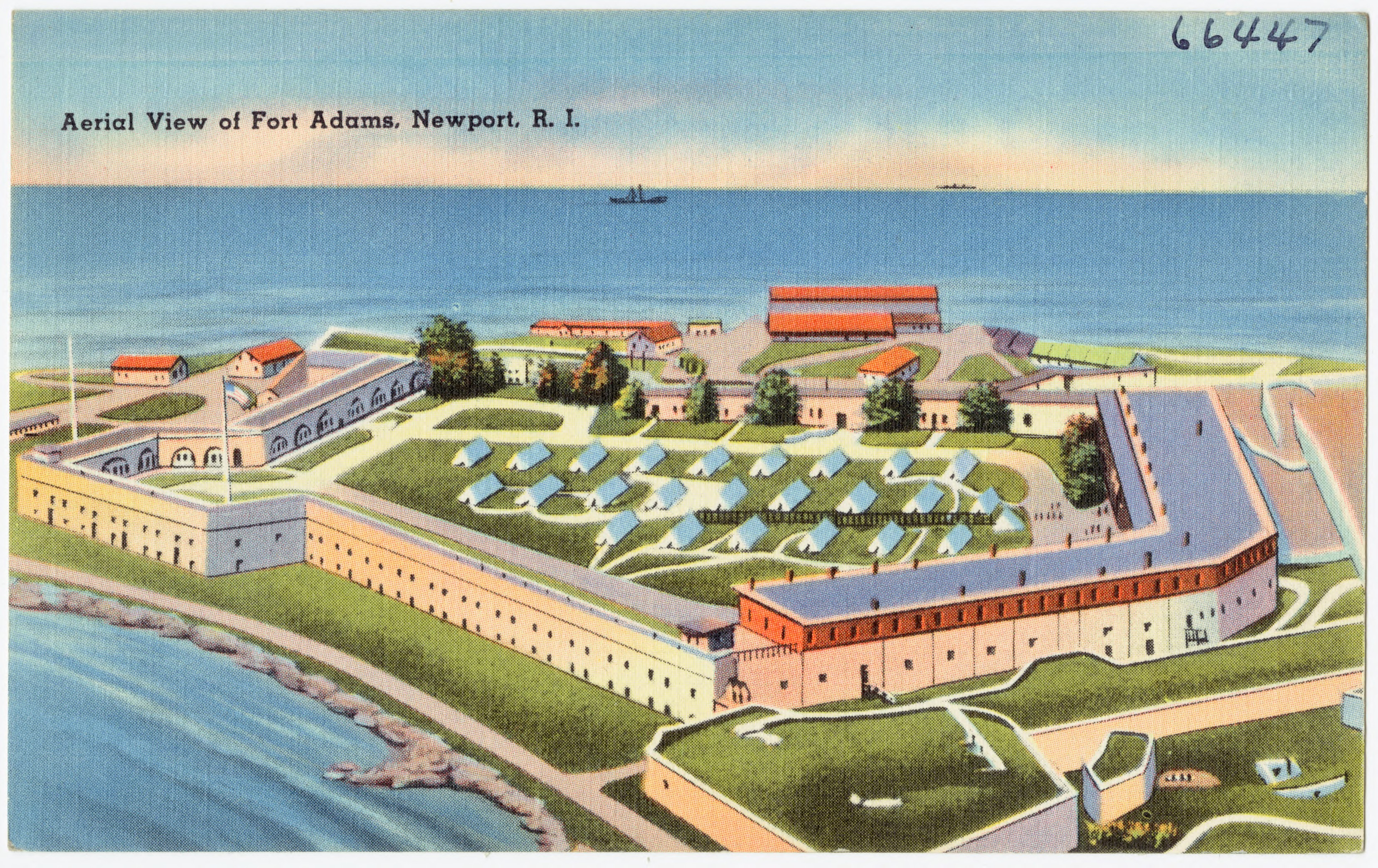
La carte postale